# Grünerløkka
Grünerløkka är en administrativ stadsdel (bydel) i östra och nordöstra delarna av centrala Oslo, Norge, på Oslos östkant. Den består av det ursprungliga (egentliga) Grünerløkka samt flera andra områden (strøk). Särskilt det egentliga Grünerløkka förknippas med sitt kulturliv och har sedan 1990-talet varit populärt bland yngre.
Den administrativa stadsdelen Grünerløkka består av områdena (strøkene) Grünerløkka, Sofienberg, Rodeløkka, Dælenenga, Carl Berner (Carl Berners plass), Ankerløkka i Hausmannsområdet, Lille Tøyen, Hasle, Keyserløkka, Sinsen, Rosenhoff, Løren samt delar av Tøyen. Totalt 62 423 invånare (1 januari 2020) på en yta av 4,8 km².